# Mars (Raumsonde)
Die Mars-Raumsonden waren eine Serie von sowjetischen Raumsonden, die zum Planeten Mars gestartet wurden. Neben den benannten Raumsonden gab es eine Reihe von Fehlstarts, die entweder wegen einer Explosion der Rakete keine Bezeichnung erhielten oder im Falle des Erreichens der Erdumlaufbahn als Satelliten unter Sputnik- und Kosmos-Decknamen ausgewiesen wurden. Außerdem flog im Rahmen des Zond-Programms eine Raumsonde (Zond 2) zum Mars. Eine weitere (Zond 3), die vermutlich ihr Startfenster verpasste, erprobte die Kommunikation über interplanetare Entfernungen.

## 1960

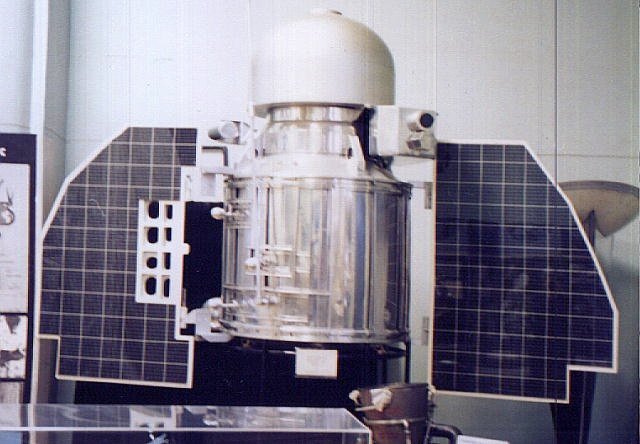
Mars 1960A

Am 10. und 14. Oktober 1960 erfolgten die ersten Startversuche von zwei Marssonden auf Molnija-Trägerraketen, die fehlschlugen. Sie waren zusammen mit der Raumsonde Venera 1 entwickelt worden und verwendeten denselben Bus. Sie waren 480 kg schwer und trugen neben Experimenten zur Untersuchung des interplanetaren Raumes auch ein Kamerasystem. Diese Starts werden in der Literatur oft als Mars 1960A und Mars 1960B bezeichnet.

## 1962 (Mars 1)
Mars 1 (interne Bezeichnung des Satellitentyps 2MV-4) startete am 1. November 1962. Zwei weitere baugleiche Sonden erreichten am 24. Oktober und 4. November 1962 wegen Versagens der vierten Stufe der Molnija-Trägerrakete nur die Erdumlaufbahn. Diese Starts werden als Sputnik 22 und Sputnik 24 bezeichnet. Mars 1 führte neben Experimenten zur Untersuchung kosmischer Strahlung und Teilchen auch ein Kamerasystem und einen UV-Spektrographen mit. Beide belichteten einen Film, der an Bord entwickelt und später digitalisiert wurde. Ein Experiment zur Suche nach Leben durch Spektrometrie wurde vor dem Start entfernt. Mars 1 wog beim Start mit einer Molnija-Rakete 893,5 kg, hatte eine Gesamtlänge von 3,3 m und (zusammen mit den ausgeklappten Solarzellenauslegern) eine Breite von 4,0 m.
Nach dem Start stellten die Ingenieure fest, dass der Druck in den Treibstofftanks für den Stickstoff zur Lageregelung wegen eines nicht geschlossenen Ventils auf Null gefallen war. Solange die Sonden in Sonnennähe waren, ließen sie sich durch ihre Gyroskope stabilisieren. Mit steigender Entfernung von der Sonne nahm die Leistung der Solarzellen ab, sodass nicht mehr genügend Strom zum Betreiben der Kreisel entstand. So verlor Mars 1 die Orientierung im Raum und der Kontakt ging am 21. März 1963 in 106 Millionen Kilometern Entfernung zur Erde verloren. Am 19. Juni 1963 passierte die Raumsonde den Mars.
Eine modifizierte Variante der Marssonde (Typ 3MV-4A) wurde am 30. November 1964 vorsichtigerweise unter dem Namen Zond 2 gestartet. Diese Mission scheiterte aber, weil sich eines der beiden Solarmodule nicht entfaltete.

## 1969
Im Jahre 1969 starteten zwei weitere Marssonden. Gegenüber Mars 1 war die Startmasse durch die wesentlich stärkere Proton-Trägerrakete erheblich vergrößert worden. Die Sonden wogen nun über 3.800 kg. Ein Lander sollte mitgeführt werden, wurde jedoch vor dem Start wieder entfernt. Beide Sonden, die in der Literatur oft als Mars 1969A und Mars 1969B bezeichnet werden, gingen am 27. März und 2. April durch Fehlstarts verloren. Bei Ersterem zündete die dritte Stufe nicht, beim zweiten explodierte die Rakete durch einen Triebwerksfehler in nur 50 m Höhe, worauf wegen der Verseuchung des Geländes durch die giftigen Treibstoffe die Startrampe monatelang nicht mehr nutzbar war.

## 1971 (Mars 2 und 3)

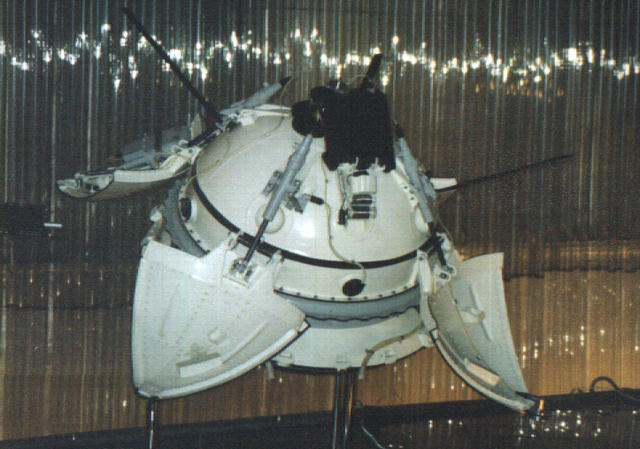
Lander von Mars 3

Mars 2 und Mars 3 waren baugleiche Sonden des Lawotschkin-Konstruktionsbüros bei Moskau, die unter der Leitung des Chefkonstrukteurs Georgi Babakin entwickelt wurden. Eine weitere Sonde, die die Bezeichnung Kosmos 419 erhielt, verblieb durch Ausfall der Oberstufe (Falscheingabe des Zündzeitpunktes) am 10. Mai 1971 in einem Erdorbit. Aufgabe von Mars 2 und Mars 3 war es, einen etwa 450 kg schweren Lander auf dem Mars abzusetzen und dessen Messdaten zur Erde zu senden. Danach sollten die beiden Orbiter den Mars aus der Umlaufbahn untersuchen. Die Sonden waren mit 4.650 kg Startmasse die schwersten im Marsprogramm. Sie waren mit Infrarotradiometern zur Temperaturmessung, einem Infrarotphotometer zur Bestimmung der Kohlendioxid- und Wasserdampf-Absorption, Mikrowellenradiometern zur Temperaturmessung in 30 bis 50 cm Tiefe unter der Marsoberfläche, einem UV-Photometer zum Nachweis von verschiedenen Gasen in der Atmosphäre, Teilchenspektrometern und zwei Kameras ausgerüstet. Außerdem hatten die Lander einen Rover vom Typ PROP-M an Bord, der sich selbsttätig vom Lander entfernen sollte. Die Datenverbindung wäre durch ein 15 Meter langes Kabel erfolgt.

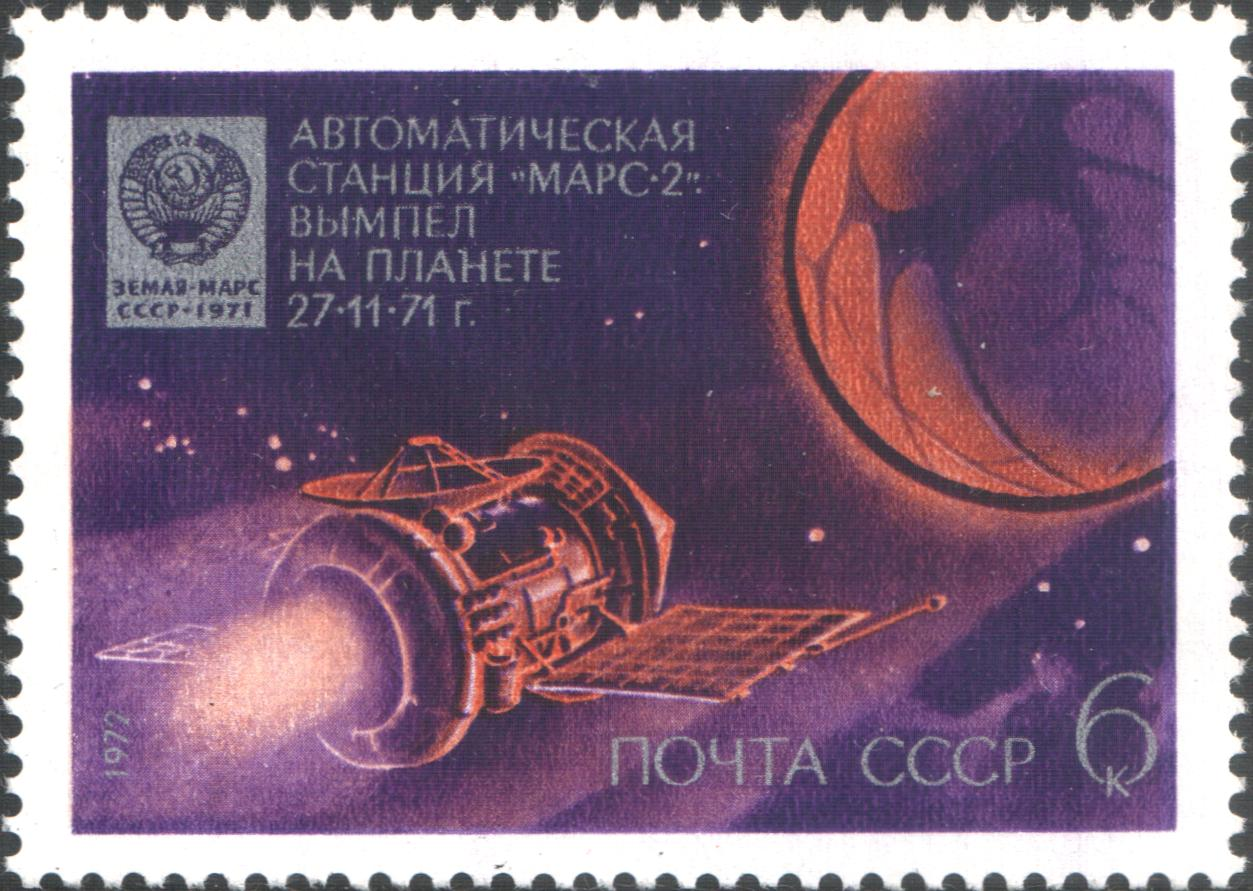
Anflug von Mars 2, sowjetische Briefmarke von 1972

Nach den Starts am 19. Mai 1971 und 29. Mai 1971 gelangten beide Sonden als erste sowjetische Sonden problemlos zum Mars. Bei beiden Orbitern versagte jedoch das automatische Kontrollsystem, das den Kurs berechnen und korrigieren sollte. Die Orbiter gelangten beide in unplanmäßige Orbits am 27. November 1971 und 2. Dezember 1971. Auch bei den Landern führte eine falsche Ausrichtung zum Verlust von Mars 2. Der Lander trat zu steil in die Atmosphäre ein. Eventuell ist er auch im Landegebiet in der Nähe von Hellespontus Montes (45° Süd, 47° Ost), das sich bei späteren Aufnahmen als sehr zerklüftet entpuppte, zerschellt.

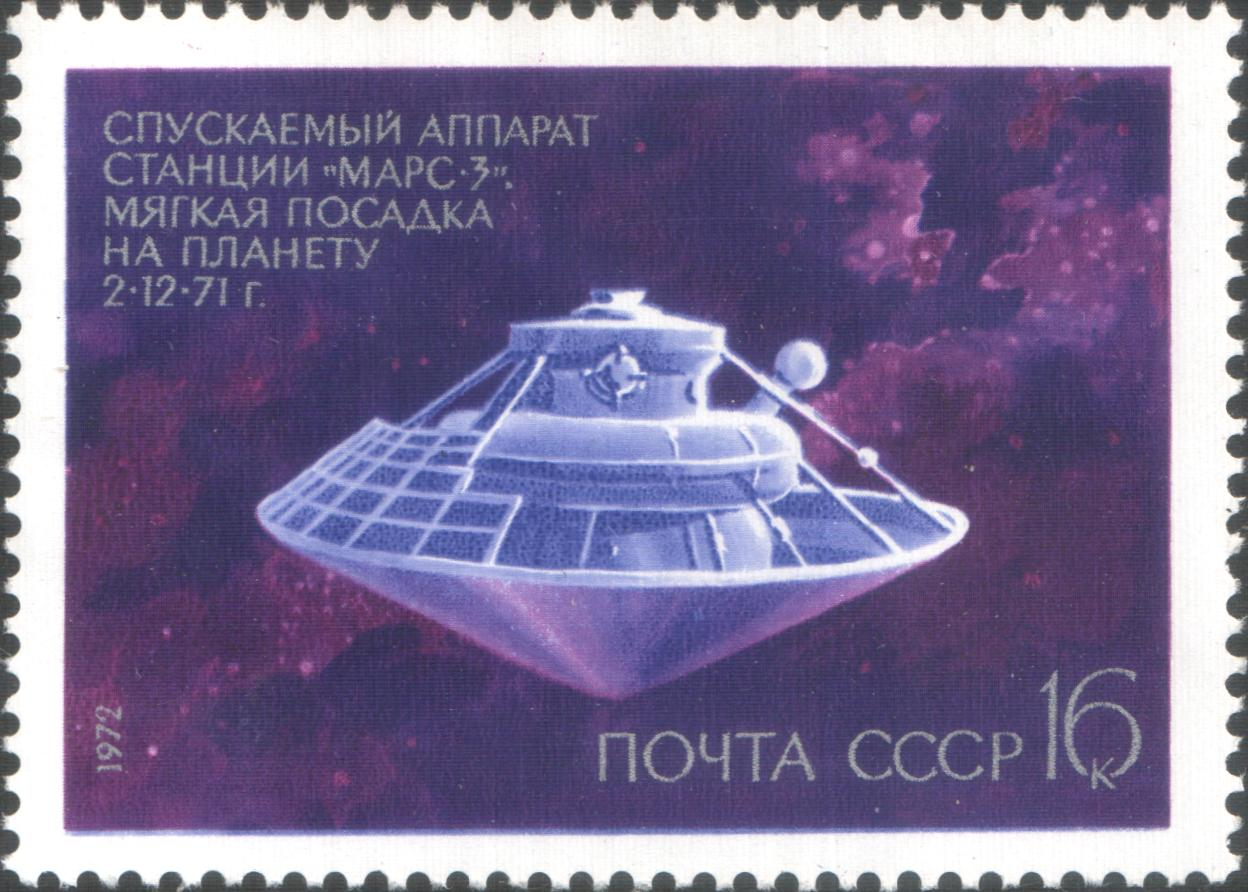
Landeapparat von Mars 3 auf einer sowjetischen Briefmarke, 1972

Der Lander von Mars 3 fing nach der Landung in der Randregion des Kraters Ptolemäus (45° Süd, 158° West) an, ein Panorama zu übertragen, verstummte jedoch nach wenigen Sekunden (Datenübertragungsbeginn 90 Sekunden nach der Landung, Abbruch der Übertragung 20 Sekunden später). Die Ursache für den Ausfall sehen die Wissenschaftler in einem globalen Staubsturm, der damals tobte. Die Orbiter nahmen Bilder auf Film auf. Bevor der Staubsturm sich legte, hatten die Partikel den Film belichtet, sodass die Bilder nur wenige Details zeigen.

## 1973 (Mars 4 bis 7)

Mars 4

Mars 4 bis 7 sollten vor den Viking-Sonden als erste eine Marslandung erfolgreich durchführen. Da der Mars 1973 nicht so günstig zur Erde stand und die Sonden daher leichter sein mussten, wurden die Aufgaben geteilt: Mars 4 und 5 brachte zwei Orbiter ins All und Mars 6 und 7 zwei Lander.
Wenige Monate vor dem Start ergaben Kontrollen, dass die Kontakte der Transistoren des Typs 2T-312 korrodiert waren und so die Stromversorgung einer der Sonden ausfiel. Eine Untersuchung zeigte, dass dieser Fehler systematisch war und darauf beruhte, dass im Herstellerwerk bei den Kontakten Gold durch Aluminium ersetzt worden war. Eine Umstellung der Produktion hätte sechs Monate gedauert und eine Verschiebung des Starts auf 1975 notwendig gemacht. Die politische Führung entschloss sich darauf, die Sonden trotzdem zu starten, obwohl es nur eine 50-prozentige Chance gab, dass sie den Mars erreichen würden. Die Startmasse lag bei den beiden Orbitern bei 3.440 kg und bei den Landern bei 3.250 kg.
Die wissenschaftliche Nutzlast der Sonden bestand jeweils aus zwei Kameras, Infrarotradiometer, verschiedenen Photometern, Gammastrahlen-Spektrometer, Magnetometer und Teilchendetektoren. Die Lander hatten außer Kameras unter anderem auch Windmesser, Thermometer und Barometer an Bord.
Mars 4 startete am 21. Juli 1973. Auf dem Weg zum Mars fiel die Elektronik des Busses aus. Die Instrumente, die autonom arbeiteten, konnten beim Vorbeiflug in 2.200 km am Mars am 10. Februar 1974 aktiviert werden und übertrugen einige Daten. Der Bus, der in einen Orbit einschwenken sollte, war jedoch zu diesem Zeitpunkt nicht mehr ansprechbar.

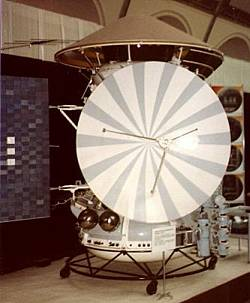
Mars 6

Mars 5 startete am 25. Juli 1973. Nach zwei Kurskorrekturen gelangte er planmäßig am 12. Februar 1974 in einen 1.760 × 32.586 km hohen Orbit. Obwohl unter der oben erkannten Problematik das Messprogramm beschleunigt wurde, fiel der Orbiter am 28. Februar 1974 aus. Als Ursache wurde aber nicht das Versagen der Elektronik, sondern der Druckverlust im Bus durch einen Mikrometeoritentreffer ermittelt. Etwa 100 Fotos sowie weitere Messungen wurden gewonnen.
Mars 6 startete am 5. August 1973. Wenige Tage nach einem Kurskorrekturmanöver am 13. August 1973 fiel ein Telekommunikationskanal des Senders wegen eines defekten Transistors aus. Der Lander wurde von der stummen Sonde automatisch am 12. März 1974 abgetrennt. Er lieferte Messungen bis zum Aufsetzen bei 25° westlicher Länge und 24° südlicher Breite, verstummte dann jedoch. Entweder ist er auf der Oberfläche zerschellt oder bei der Landung umgekippt.
Mars 7 startete am 9. August 1973 als letzter des Quartetts. Am 16. August 1973 gab es das einzige Kurskorrekturmanöver. Auch hier fielen Transistoren aus und es blieb nur noch ein Kommunikationskanal zu der Sonde. Die Abtrennung des Landers erfolgte automatisch am 9. März 1974, jedoch vier Stunden zu früh, sodass der Lander in einer Entfernung von 1.300 km am Mars vorbeiflog.

## Fazit
Das sowjetische Marsprogramm in den 1960er und 1970er Jahren war einer der größten Fehlschläge in der Geschichte der sowjetischen Raumfahrt. Von den 14 gestarteten Sonden des Mars-Programms war nur Mars 5 ein relativer Erfolg. Später gab es noch vier weitere sowjetisch-russische Marsmissionen: Phobos 1+2 im Jahr 1988, Mars 96 im Jahr 1996 und Phobos-Grunt im Jahr 2011. Phobos 1 und Mars 96 waren komplette Fehlschläge, lediglich Phobos 2 konnte einen kleinen Teil seines geplanten Forschungsprogramms durchführen, bevor auch er verloren ging. Mit Phobos-Grunt scheiterte auch die bis dahin letzte russische Marsmission.